# Soriano (película)
 Soriano  es una película documental de Argentina filmada en colores dirigida por Eduardo Montes Bradley sobre su propio guion que se estrenó el 22 de abril de 1999. El filme fue preestrenado en el Festival Internacional de Cine Independiente de Buenos Aires de 1999 e incluye el cortometraje inédito Un joven de nuestro tiempo, realizado por el propio Osvaldo Soriano en Tandil en 1962.

## Sinopsis
Testimonios sobre la vida y obra del escritor y periodista Osvaldo Soriano.

## Entrevistados
- Osvaldo Bayer …Entrevistado
- Fernando Birri …Entrevistado
- Giani Mina …Entrevistado
- Martín Caparrós …Entrevistado
- Santo Biasatti …Entrevistado
- Antonio Dal Masetto …Entrevistado
- Ariel Dorfman …Entrevistado
- Juan Forn …Entrevistado
- Juan Sasturain …Entrevistado
- Félix Samoilovich …Entrevistado
- Juan Domingo Perón …Entrevistado de archivo
- Federico Luppi …Entrevistado
- Rodrigo Fresán …Entrevistado
- Jorge Luis Borges …Entrevistado de archivo
- Eduardo Galeano …Entrevistado
- Roberto Cossa …Entrevistado
- Héctor Olivera …Entrevistado
- Dalmiro Sáenz …Entrevistado
- Horacio Salas …Entrevistado
- Ana María Shua …Entrevistado
- Liliana Hecker …Entrevistado
- Aída Bortnik …Entrevistado

## Festivales
- Festival Internacional de Cine Independiente de Buenos Aires de 1999
- XII Festival del Cinema Latino Americano. Trieste, 17'25 de octubre de 1998.
- IV É Tudo Verdade Festival Internacional de Documentales. 18 de abril de 1998

## Comentarios
La Nación comentó:

"El documental recorre todos los grandes temas, pasiones y etapas de la vida del autor de "No habrá más penas ni olvido" y "Una sombra ya pronto serás": su exitosa actividad literaria y periodística, su conflictiva relación con los círculos académicos, su lúcida visión de las contradicciones internas del peronismo, su exilio europeo y el reconocimiento particular de los italianos, y su gran amor por los gatos, el fútbol y el cine."

Quintín en El Amante del Cine escribió:

"Se trata de una película interesante, bien filmada, bien montada y, sobre todo, alejada de los panegíricos incondicionales y poetizaciones frívolas que suelen ser el tono  de los retratos de escritores. Estos elementos muestran que el film de Bradley  es mucho más astuto, pero también mucho más libre y más audaz que la neutral suma  de los testimonios que recopila. Juan Forn dice que que lo que aprendió de Soriano es a ser implacable con sus enemigos. Es un momento terrible, que convierte a la película de Montes-Bradley en un cuchillo hundido en la cultura argentina de estos años".

La revista Tres Puntos comentó:

"Montes'Bradley logra una película correcta y ligeramente perversa, que sugiere más de lo que enuncia y oculta más de lo que muestra pero que mantiene el interés por el personaje y su entorno".

Juan Sasturain opinó en La Nación:

"Se ve y oye con mucho gusto e interés sostenido. Está muy bien. El Soriano de Montes-Bradley  es literalmente un documental, no otra cosa. Aporta como debe ser documentos -voces- de su entorno; también algunas imágenes -no demasiadas- personales más o menos raras y sobre todo opiniones: muchísimas, acompañadas de descripciones ("el Gordo era así", "Soriano decía que...") de conducta, palabra y obra."

Horacio Bernardez en Página 12 opinó:

"El film es un retrato del escritor en que parecen condensarse varias cuestiones esenciales tanto de la cultura como de la sociedad argentina."

Alberto Farina en El Cronista Comercial escribió;

"Especialmente atractivo para lectores de la obra de Soriano y para quienes se interesen por una mirada reflexiva sobre la vida intelectual y literaria argentina."

Gustavo J. Castagna en El Amante del Cine  escribió:

«Un film pasable.»

Pablo Udenio en Haciendo Cine escribió:

«Un sorprendente retrato…que verdaderamente va a conmover tanto por su hondura como por su capacidad de análisis a la hora de abordarla mítica figura del ‘gordo’ Soriano.»

Manrupe y Portela escriben:

«Tal vez más con destino de televisión que de cine, el trabajo no deja de ser, junto al Cortázar de Tristán Bauer, uno de los escasos acercamientos del cine argentino a la figura de un escritor en que parecen condensarse varias cuestiones esenciales, tanto de la cultura como de la sociedad argentina, en el último cuarto de siglo.»

## Publicación impresa
Editorial Norma publicó la edición impresa del documental.